# Harmothoe spinifera
Harmothoe spinifera är en ringmaskart som först beskrevs av Ehlers 1864.  Harmothoe spinifera ingår i släktet Harmothoe och familjen Polynoidae. Arten är reproducerande i Sverige. Inga underarter finns listade i Catalogue of Life.